# کیوشی نودا
کیوشی نودا (انگلیسی: Kiyoshi Noda؛ زادهٔ ۵ آوریل ۱۹۴۶) بازیکن هندبال اهل ژاپن بود.